# A Movie: A Directional Piece where People are Walking
A Movie: Directional Piece Where People Are Walking (en español, Una Película: pieza direccional donde la gente está andando) es una obra creada por el artista John Baldessari entre los años 1972 y 1973. Está compuesta por veintitrés fotografías en blanco y negro y acrílico de 9,9 x 12,7cm y el total de la obra es de 81,3 x 162,6 cm.
El título de la obra está formado por tres estadios que permite relacionarlos con sendas interpretaciones a propósito a su sentido. Una película es el primero y sienta las bases de lo que vemos. La obra se nos presenta con una sucesión de veintitrés imágenes en un tiempo como si se tratase de una película, puesto que un filme se establece por la sucesión de 24 imágenes por segundo. El segundo estadio de la obra es Pieza direccional, la posición de las fotografías en la pared forman una espiral incompleta, parecida a la letra “G” que finaliza cuando la última fotografía se alinea vericalmente con la primera. Todas las imágenes poseen una flecha roja que señala la dirección que toma la persona fotografiada. Todas estas señales si se juntan generan la condición direccional de la pieza. Donde la gente está andando es la última de estas fases y muestra que es el elemento diferenciador e intercambiable de la obra, pero lo inmutable serían las dos primeras partes del título: el hecho de que se defina como película y que su composición sea como una pieza direccional.
En los años sesenta, John Baldessari tuvo una frustración artística y en 1970 quemó toda su producción artística que realizó hasta 1966. A mediados de los años sesenta, Baldessari tuvo un giro radical artístico y utilizó como recurso visual el texto pintado sobre un lienzo o la cohabitación de fotografías en blanco y negro con fragmentos de textos con la finalidad de cuestionar o potenciar aquello que las imágenes muestran. En el arte conceptual hay una influencia clara de la descripción literal en los títulos. También se muestra una utilización mixta de las imágenes empleadas generando así una complejidad visual que hace de su trabajo un referente icónico.